# Fall Guys
Fall Guys (tidigare känt som Fall Guys: Ultimate Knockout) är ett free-to-play plattforms- och tävlingsspel som släpptes den 3 augusti 2020 till Playstation 4 och Windows. Spelet utvecklades av Mediatonic och utgavs av Devolver Digital. Den 21 juni 2021 släpptes spelet även till Nintendo Switch, Playstation 5, Xbox One och Xbox Series X/S.
Spelarna spelar som små bönor som tävlar om att vinna och få kronan i slutändan. Spelet börjar med 60 spelare, och för varje runda (ett spel har cirka 4-5 rundor) så åker ett par spelare ut fram tills bara en finns kvar. Spelet utspelar sig i en gameshow, därför kan spelaren se kameror åka runtomkring banan. Det finns 6 olika typer av banor i Fall Guys: Race, Survival, Team, Logic, Hunt och slutligen Final.